# Condotta sottomarina

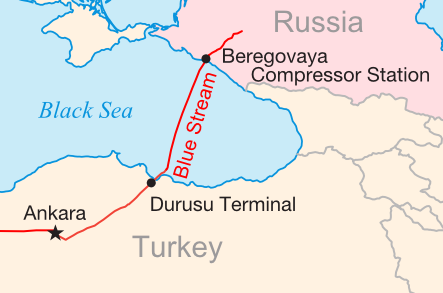
Gasdotto sottomarino Blue Stream

Una condotta sottomarina è una condotta che viene posata sotto la superficie del mare, pertanto il piano di posa della tubazione è il fondo marino.
L'impiego di condotte sottomarine interessa ormai le più svariate applicazioni ingegneristiche, e stanno trovando grande sviluppo soprattutto nel campo degli oleogasdotti per l'utilizzazione di giacimenti offshore ma anche nel campo idraulico ad esempio:
- per la realizzazione di acquedotti per l'alimentazione idrico potabile delle isole;
- per la realizzazione delle tratte a mare degli emissari effluenti dagli impianti di depurazione;
- per le realizzazioni di varianti di tracciati sulle litoranee per le zone fortemente popolate.

Con le moderne tecnologie le condotte sottomarine possono essere realizzate sia in acque convenzionali, cioè tratti di mare con profondità ≤ 500 m, sia in acque profonde (h > 500 m).

## Tipologia di tubazioni
Il materiale maggiormente utilizzato per le condotte sottomarine è l'acciaio. L'acciaio ha il pregio di avere un peso specifico notevole e di garantire una buona resistenza al traino ma è notevolmente sensibile alla corrosione.
Pertanto, per garantire la durabilità di questo materiale, intendendosi con essa l'assenza di perdite di resistenza meccanica legate a decadimento chimico nel tempo del materiale, è necessario dotare la condotta di acciaio di un efficiente sistema di protezione catodica tramite anodo sacrificale.
Rispetto alle tubazioni utilizzate per la posa in terra, quelle per condotte sottomarine, a causa delle pressioni esterne e delle sollecitazioni flessionali in fase di posa devono essere realizzate con acciai dotati di elevate resistenze meccaniche (tipo API 5L classe X65 ed oltre).
Per l'immissione in mare di acque reflue depurate sono frequentemente utilizzati oltre l'acciaio anche la ghisa, i materiali plastici (es. il polietilene ad alta densità (PEAD), il poliestere rinforzato con fibra di vetro (PRFV)) e quelli cementizi.

I materiali pastici hanno una buona resistenza alla corrosione, sono molto flessibili (idonee per terreni rocciosi) e sono facilmente trasportabili grazie al loro basso peso specifico.
Di contro devono essere appesantite e hanno una scarsa resistenza all'abrasione. Le condotte cementizie, come quelle in acciaio sono pesanti e garantiscono una buona resistenza all'abrasione ma hanno il problema della giunzione tra i vari tubi e della sensibilità alla corrosione delle armature. Le condotte in ghisa hanno gli stessi pregi e difetti di quelle in acciaio con l'aggiunta dei problemi riguardante le giunzioni fra i vari tubi.

## Metodi di Varo
I metodi correntemente impiegati per la posa di condotte sottomarine, specialmente se realizzate in acciaio, possono essere classificati in quattro grandi categorie:
- per galleggiamento,
- per svolgimento di bobine,
- con nave posa-tubi,
- per trascinamento.

La scelta della tecnica di varo è funzione della natura del fondo marino, dell'eventuale presenza di correnti, delle caratteristiche geometriche e della tipologia della condotta, dei mezzi a disposizione nel cantiere di varo.
Il fondo marino, che rappresenta il piano di posa della tubazione, può essere regolarizzato mediante dragaggio per evitare curvature nelle tubazioni che diano luogo a sollecitazioni permanenti non previste.

### Varo in galleggiamento
Con il floating method o metodo di posa per galleggiamento viene utilizzato per tubazioni rigide quando lo spazio a terra è molto ridotto.
Le varie colonne di varo (denominate stringhe) costituenti la condotta vengono giuntate e posate direttamente in mare su un natante appositamente attrezzato.
Le varie stringhe vengono approntate a terra in cantiere, con lunghezza compatibile con la capacità del natante di varo.
La prima stringa ad essere varata è quella dell'estremità prossima alla terra.
Il tratto di condotta già varato, cioè quello più prossimo alla costa, poggia quasi totalmente sul fondo marino, eccetto l'ultima parte che è mantenuta in semigalleggiamento con l'estremità sul natante dove avvengono le giunzioni delle varie colonne di varo.
La curvatura della condotta in semigalleggiamento deve essere tale da non stressare troppo il materiale.
Durante l'operazione di varo delle varie colonne, il pontone si sposta lungo il tracciato da riva verso il largo.
Per piccole linee a bassa pressione e in bassi fondali l'accoppiamento delle colonne, anziché in superficie, può essere eseguito direttamente sul fondo da sommozzatori specializzati mediante giunti meccanici.
Per tubazioni con giunto a bicchiere (es. vetroresina) la giunzione deve essere eseguita sul fondo dai sommozzatori. In questo caso, una volta che la stringa è stata allineata e centrata con quelle precedentemente varata, i sommozzatori procederanno all'attivazione di opportuni martinetti idraulici o “tir-fort” in grado di eseguire la connessione maschio-femmina dei giunti.
Questo metodo è indicato, in special modo, dove esistono delle condizioni ambientali molto severe o non vi è disponibilità di retrospiaggia utilizzabile per l'allestimento del cantiere a terra.

### Varo per svolgimento di bobine
Il reeled pipe method o metodo di posa per svolgimento di bobine può essere usato solo per tubi flessibili (es. PEAD) di piccolo diametro (inferiori al DN 300) e non può essere prevista l'apposizione di rivestimenti cementizi.
I tubi giuntati a terra vengono avvolti in grosse bobine e quindi calati da una nave appositamente attrezzata (nave bobina o reel barge), grosso modo con la stessa tecnica di posa di cavi elettrici e telefonici.

### Varo con nave posatubi
Il lay barge method o metodo di posa con nave posatubi (lay barge) è il metodo più comune per l'installazione di condotte sottomarine di notevole valore ed importanza su fondali profondi.
Viene usato per la posa di lunghe tratte in mare aperto e prevede la saldatura delle singole colonne direttamente sulla nave posa tubi.
La nave posatubi deve avere una dimensione tale da consentire lo stivaggio di una sufficiente quantità di tubazioni e da permettere l'installazione delle attrezzature occorrenti per le giunzione dei vari tubi.
Man mano che i tubi vengono giuntati la condotta abbandona la nave che in contemporanea avanza lungo il tracciato.
Le operazioni di posa devono essere assistite da squadre di operatori subacquei o da minisommergibili con o senza equipaggio. Il sistema lay barge adottano due sistemi differenti di posa denominati:
- posa a S o lay S;
- posa a J o lay J.

La scelta dei due metodi è legata alla profondità dei fondali di posa, poiché il tratto finale della condotta già varata viene sottoposto ad una curvatura e, quindi, ad una sollecitazione, notevole.

#### Lay S
Questo metodo lay barge può essere utilizzato sia per la posa di condotte di piccolo diametro in acque poco profonde o anche in acque profonde fino a 3.000 m.
La nave posa tubi è munita di un braccio orientabile o rampa di varo (stinger) che permette il sostentamento della condotta durante il varo e che fa assumere a questa una curvatura ad S durante le procedure di posa.
Le barre di tubo (da 12 m) vengono portate da mezzi navali rifornitori a bordo della nave posa tubi e scaricate dalla gru di ponte di quest'ultima.
Le barre alimentano una rampa fissa formata da una via a rulli al servizio della quale sono poste un determinato numero di stazioni di lavoro (da 5 a 12) costituite principalmente da:
- stazioni di saldatura
- stazioni di controllo delle saldature
- stazione di ripresa del rivestimento.

Le varie stazioni sono distanti tra loro la lunghezza di una barra (circa 12 m).
Le barre di tubo vengono saldate orizzontalmente a gruppi di 2 (double joints) e successivamente saldate alla condotta già varata.
Raggiunta la rampa di varo, che sostiene la tubazione durante il varo, vengono progressivamente adagiate, senza soluzione di continuità, sul fondo del mare all'avanzare della piattaforma.
Lo stringer di sostegno ha la funzione di far assumere alla condotta, nell'entrata in acqua, una curvatura iniziale predefinita (overbend) tale da far sì che questa rientri in limiti compatibili con la resistenza meccanica della condotta.

#### Lay J

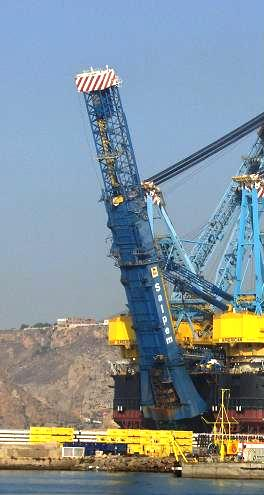
La torre subverticale della nave posa tubi Saipem 7000

Il metodo lay J viene utilizzato per la posa di condotte sottomarine di grande diametro in acque con profondità pari a 500 ed i 3500 m.
A differenza del precedente la rampa di varo e quasi verticale e pertanto la conduttura viene saldata in verticale e varata in mare senza strutture di supporto.
Venendo a mancare la curvatura iniziale la condotta, durante le procedure di posa, è libera di assumere una configurazione naturale assumendo una deformata a J.
Le barre di tubo, da 12 m vengono saldate, in gruppi di 4 (quadruple joint), e successivamente vengono portate da mezzi navali rifornitori a bordo della nave posa tubi e scaricate dalla gru di ponte di quest'ultima.
Sulla piattaforma mobile è presente una torre di saldatura subverticale dove i tubi vengono trasportati per essere saldati alla condotta già varata.
Una volta ripristinato il rivestimento esterno in corrispondenza delle saldature il tubo viene calato dalla torre di saldatura attraverso un'apertura nella piattaforma mobile direttamente sul fondo del mare.
Man mano che i tubi vengono saldati la piattaforma si sposta posando la conduttura senza soluzione di continuità.
Questo metodo è più costoso del lay S.

### Varo per tiro sul fondo
Il pull method, o metodo di posa per trascinamento o tiro sul fondo, prevede l'installazione di un cantiere a terra, in un'area adiacente alla costa, ove si provvede all'assemblaggio delle tratte di tubazione (stringhe o colonne di varo), della maggiore lunghezza possibile consentita dalle dimensioni del cantiere.
In corrispondenza della testata della prima stringa viene saldato un cavo di acciaio, collegato ad un argano, disposto in genere su di un pontone (winch barge) ancorato al largo in corrispondenza della sezione di installazione, avente la funzione di effettuare il tiro della colonna.
Sono stati usati con successo anche sistemi di rinvio a terra, ancorati a mare.
Le colonne vengono fatte scivolare lungo la pista di varo consistente in una serie di cavalletti a rulli (via a rulli)
Quando la sezione terminale della prima stringa raggiunge la stazione di giunzione posta sulla spiaggia, il tiro si arresta.
Effettuata a terra la giunzione tra prima e seconda colonna si riprendono le operazioni di tiro.
L'operazione continua così ciclicamente fino a completamento della condotta.
Qualora fosse necessario spostare il pontone, questo viene trainato più al largo da un rimorchiatore e raggiunto il punto prestabilito viene nuovamente ancorato e solo successivamente potranno riprendere le operazioni di varo.
L'allineamento delle colonne viene controllato a mezzo di apparecchiatura laser posta sul pontone o a terra.
le tubazioni possono essere varate.
- vuote - le testate delle colonne di varo sono chiuse:
  - bottom pull: consiste nel trainare sul fondo tratti di condotta precedentemente assemblati on-shore. Questa tipologia di varo è idonea per brevi condotte essendo infatti il problema principale di questo metodo la resistenza del fondo;
- piene alleggerite:
  - surface tow: consiste nel rimorchiare in superficie tratti di condotta precedentemente assemblati on-shore. Il galleggiamento in superficie è garantito dalla presenza di galleggianti. Tale metodo permette di non risentire della resistenza del fondo.
  - near surface tow: è essenzialmente identica alla precedente, con la sola differenza che il tratto pre-assemblato è rimorchiato fino al luogo di installazione al di sotto del pelo libero dell'acqua, meno influenzato così dalle azioni combinate di onda, vento e corrente.

Questo metodo è normalmente usato per condotte sottomarine piuttosto corte, sebbene ci siano eccezioni a questa regola.

Tali sistema è tipico per fondali sabbiosi o fangosi - per non lesionare il rivestimento esterno per attrito sul fondo - e non particolarmente irregolari - altrimenti si rischia di formare eccessive catenarie.

## Rivestimento esterno
Per l'applicazione di questi metodi (escluso il secondo) è necessario che il tubo sia il più leggero possibile e pertanto si opera con tubi vuoti.
In caso di diametri grandi la spinta di galleggiamento supera tuttavia il peso del tubo, che quindi viene appesantito con l'applicazione di un rivestimento esterno in calcestruzzo retinato, in genere gunite (gunitatura o concrete coating).
Nel caso di tubi in acciaio, la gunite viene applicata sul rivestimento esterno standard delle tubazioni (rivestimento bituminoso, polietilenico, ecc.).
Il rivestimento esterno, oltre alla proprietà primaria dell'appesantimento del tubo per evitare il galleggiamento in modo che durante le operazioni di varo questo resti stabile sul fondo, ha la proprietà secondaria di proteggere l'esterno della condotta da urti e corrosioni.

## Posa delle Condotte

### Interramento
Per garantire la stabilità della condotta sottomarina la soluzione più idonea è l'interramento.
Questo tipo di posa, è conveniente nei tratti di percorso sublitoranei sia sotto l'aspetto economico sia per imposizione di legislazione e normativa.
Dal punto di vista tecnico l'applicazione di questa metodologia di posa dipende da diversi parametri quali: 
- la profondità dell'acqua,
- la lunghezza della condotta e dal suo diametro,
- la funzione della condotta;
- le caratteristiche geologiche del fondale,
- la topografia e dalla morfologia subacquea della zona interessata,
- la profondità d'infossamento richiesta;
- le condizioni ambientali (maree, correnti, la situazione media del moto ondoso) e antropiche (navigazione, industrializzazione, pesca).

L'apertura dello scavo sul fondo del mare viene realizzata con escavatori idraulici di grande potenza e talvolta con taglienti metallici.
Rispetto alle operazioni di posa della condotta si possono distinguere tre metodologie di scavo:
- il pre-scavo (pre-trenching), ovvero scavo preventivo e tracciamento della trincea destinata ad accogliere la conduttura prima che abbia luogo l'operazione di posa della stessa;
- lo scavo contemporaneo (co-trenching) al varo e alla posa della tubazione;
- lo scavo successivo (post-trenching) alla posa della condotta, ovvero infossamento della tubazione asportandole materiale da sotto, dopo che è stata varata, tirata o posata nella posizione voluta.

La pratica operativa ha confermato che la scelta del metodo di scavo dipende fondamentalmente dalle condizioni geolitologiche e morfologiche dei fondali lungo il tracciato.
Come regola di massima, nei fondali compatti, costituiti da sedimenti cementati o litificati o da rocce, è più conveniente l'adozione dei metodi di pre-scavo, mentre i fondali coperti da una coltre di sedimenti incoerenti di potenza superiore alla profondità di scavo richiesta, oppure costituiti da materiali non litificati, né cementati, o facilmente disgregabili (arenari tenere, marne argillose), è più idonea l'adozione del metodo di scavo successivo alla posa della tubazione.
I metodi di pre-scavo possono talora essere applicati anche nel caso di fondali costituiti da sedimenti teneri non litificati, o anche da materiali incoerenti, a condizione però, che tali sedimenti offrano garanzie di stabilità e di conservazione del pendio e della scarpata, per tempi adeguatamente lunghi e sufficienti alla posa ed all'installazione della tubazione.
Inoltre, le condizioni ambientali non devono essere caratterizzate da effetti riflessi di rimaneggiamento dei sedimenti sul fondo, a causa del moto ondoso o delle correnti litoranee e/o di marea.
In questi ultimi casi, così come nel caso di approdi su spiagge o su coste basse, sabbiose o limose, il pre-scavo può essere attuato mantenendo poi la trincea aperta per mezzo di barriere artificiali o palancole.
I metodi di scavo contemporaneo alla posa della tubazione rappresentano l'applicazione di tecniche comuni ad uno degli altri due metodi o ad ambedue, e il ricorso a operazioni di scavo in contemporaneità a quelle di posa della tubazione, dipende molto più da ragioni pratiche ed esecutive che da motivi ambientali.
Nei limitati casi in cui viene attuato, il co-trenching si effettua in terreni soffici, suscettibili a facile movimentazione con sistemi d'aspirazione o di separazione.
Il materiale utilizzato per il letto di posa delle tubazioni e per il rinfianco delle stesse fino a 20 ÷- 30 cm dalla generatrice superiore del tubo, è conveniente provenga da cave poiché è importante, per la stabilità ed integrità della condotta, che questo abbia una idonea pezzatura.
Per il completamento del rinterro del cavo si possono invece utilizzare i materiali provenienti dallo scavo. Se non è previsto un immediato ricoprimento della condotta, da effettuare nella stessa giornata, il tubo deve essere stabilizzato ad esempio utilizzando sacconi stabilizzanti da posare sulla condotta.
Il tratto di condotta vicino alla costa, e in tutti i settori esposti ad una più energica azione del moto ondoso o della risacca, la condotta è soggetta maggiormente all'azione erosiva del mare e rischia la rottura per frangimento.
Infatti il moto ondoso tende ad asportare il materiale di ricopertura della trincea, in cui è alloggiata la condotta, ed può determinare il conseguente scalzamento della stessa.
Pertanto nel tratto immediatamente vicino alla riva, è buona regola proteggere la trincea mediante, ad esempio, materassi appesantiti con massi da scogliera o con blocchi in calcestruzzo.
La condotta sottomarina una volta interrata risulta protetta dall'azione marina ed antropica (ancore, reti a strascico, ecc.). In alcuni casi risulta necessario integrare l'interramento con uno zavorramento supplementare.

### Posa sul fondale
Qualora non fosse possibile l'interramento della condotta, (es per motivi ambientali) questa deve essere posata fuori terra sul fondale.

Per la stabilizzazione, l'appesantimento e la protezione della condotta si possono utilizzare i seguenti metodi:
- collari metallici che, nel caso di fondali rocciosi possono essere fissati direttamente sul fondale;
- anelli di calcestruzzo a sella;
- elementi flessibili prefabbricati (materassi) da poggiare sulla tubazione posata sul fondo che, oltre ad appesantire e stabilizzare la condotta, la proteggono da eventuali urti accidentali;
- rete in ferro zincato larga 3-4 metri, poggiata sulla condotta e tesa sui due lati mediante ganci annegati in blocchi di calcestruzzo;
- barriera costituita da cavi d'acciaio tesati ai lati della sede della condotta ad una certa distanza da questa, e mantenuti ad opportuna altezza dal fondo mediante ancoraggi e boe.

## Progettazione
Dal punto di vista progettistico statico e idraulico una condotta sottomarina non differisce da una condotta terrestre e anche i metodi di calcolo sono concettualmente gli stessi.
Per la verifica statica di una condotta sottomarina bisogna però tener conto delle sollecitazioni che la condotta può subire in conseguenza del sistema di varo prescelto (con riferimento in particolare alla configurazione deformativa assunta durante il varo) e delle eventuali azioni idrodinamiche indotte dalla corrente marina, dal moto ondoso una volta posata sul fondo.
In dettaglio le forze agenti su una condotta sottomarina posata sul fondo soggetta a moto ondoso e corrente marina sono le seguenti: 
- peso proprio della condotta compreso il rivestimento interno ed esterno e l'eventuale cappotto di appesantimento (a seconda della situazione più gravosa il tubo dovrà essere considerato pieno, o vuoto) - Fc ;
- spinta idrostatica che tende a sollevare la condotta - Fid pertanto il peso della condotta immersa vale W = Fc - Fid (forza verticale)
- forza di lift - FL (forza verticale);
- forza di drag - FD (forza orizzontale);
- forza di attrito tra il tubo e il letto di posa dello stesso - Fr (forza orizzontale se il fondo è orizzontale);
- forza di inerzia - FI (forza orizzontale).

Mentre il calcolo del peso proprio, della spinta idrostatica e della forza di attrito è banale, non altrettanto vale per le forze di lift, drag e di inerzia dovute all'interazione tra moto ondoso e condotta sottomarina.
Queste, infatti, dipendono dalla velocità orbitale e dall'accelerazione delle particelle fluide durante il moto ondoso, dalla velocità di corrente e da altri parametri dimensionali (distanza dal fondo, diametro della condotta, ecc.) sia in maniera esplicita che implicitamente attraverso dei coefficienti che intervengono nella loro formulazione (numero di Keulegan Carpenter, numero di Reynolds, ecc.).
Molto importante è la verifica all'instabilità elastica della sezione della condotta.
Questi fenomeni si possono verificare a condotta vuota, in particolare quando la tubazione è posata sul fondo.
La pressione esterna, infatti, non essendo equilibrata da quella interna del fluido convogliato, può ingenerare uno stato di compressione di entità tale da provocare l'instabilità dell'equilibrio elastico, con conseguente ovalizzazione del tubo (buckling) analoga a quella che può avvenire in una condotta premente quando si innesca il fenomeno di colpo di ariete per fermo improvviso dell'impianto di sollevamento. L'instabilità una volta innescata può propagarsi ad interi tratti della condotta.

### Azioni idrodinamiche
Le tratte di condotte sottomarine semplicemente appoggiate sul fondo, risentono delle azioni delle correnti marine e del moto ondoso.
Consideriamo per semplicità che la condotta sia immersa in un fluido viscoso con velocità uniforme U. Sul ogni punto del corpo immerso agiranno le seguenti tensioni dovute all'iterazione tra il flusso e la superficie del corpo stesso:
- una tensione tangenziale dovuta alla viscosità del fluido, tangente punto per punto alla superficie del tubo con verso coincidente con quello del flusso liquido;
- una tensione normale dovuta alla pressione esercitata dal flusso.

La forza idrodinamica risultante è data dall'integrale di tutte le forze agenti sull'elemento infinitesimo di superficie dA.
Tale risultante può esser scomposta in due componenti una parallela e l'altra perpendicolare al flusso
- componente perpendicolare: forza di sollevamento o lift force - la presenza della condotta costituisce un ostacolo al flusso delle particelle liquide sul fondo, che viene impedito al di sotto della condotta e distorto al di sopra di esso. Per il principio di Bernoulli ciò porta ad un aumento della velocità del flusso al di sopra della condotta, con conseguente diminuzione della pressione, cosicché si genera una forza di sollevamento (forza verticale) alla quale può opporsi unicamente il peso sommerso della condotta;
- componente parallela: forza di trascinamento o drag force - questa forza orizzontale è correlata alla velocità orizzontale delle particelle liquide e alla quale si oppone la reazione d'attrito tra condotta e fondale.

Le espressioni della drag force e della forza inerziale possono essere calcolate con le seguenti espressioni determinate da Morrison (1950) studiando l'azione di un flusso fluido uniforme agente su un cilindro:
- FD=cdDeγacqU2max/(2g)
- FI=ciπDe2γacq(du/dt)/(4g)

mentre la forza di lift può essere calcolata utilizzando la seguente espressione:
- FL=ciDeγacqU2max/(2g)

dove:
- De è il diametro esterno della condotta
- γacq è il peso specifico dell'acqua di mare (1026 kg/m³)
- g è l'accelerazione di gravità
- cl è il coefficiente di lift (kg/m)
- cd è il coefficiente di drug (kg/m)
- ci è il coefficiente di inerzia (kg/m)
- U è la velocità orizzontale effettiva delle particelle fluide sopra il tubo (m/s)
- du/dt è l'accelerazione delle particelle sopra il tubo (m/s²)

## Diffusore
Gli emissari sottomarini dei depuratori, comunali o consortili, nel loro tratto terminale sono dotati di diffusore. Il diffusore serve ad assicurare un uniforme distribuzione del fluido depurato ed è dotato di un idoneo numero di torrini diffusori con relative bocche di scarico con direzioni di scarico alternate.
Il diffusore deve essere dimensionato in modo tale da garantire un'idonea velocità dell'effluente per evitare la sedimentazione all'interno del diffusore stesso nonché una idonea velocità dell'effluente agli ugelli (es. 5 m/s) per garantire una buona diluizione in mare.
Il diffusore deve essere protetto mediante opportuni sistemi (es. massi antirete in calcestruzzo muniti di uncini o dispositivi analoghi) nei confronti delle azioni meccaniche della pesca a strascico; deve inoltre essere segnalata la sua presenza in superficie mediante una boa luminosa.

### Profondità del termoclino
Gli emissari sottomarini a servizio dei depuratori per essere efficienti devono raggiungere determinate profondità marine. La profondità più adatta è certamente quella al di sotto del termoclino che è il sottile strato d'acqua che separa la zona marina riscaldata dal sole da quella invece fredda che il sole non riesce a raggiungere.
Infatti quando in inverno gli strati superficiali del mare, a causa del minor riscaldamento apportato dal sole, diventano più freddi e pertanto più densi (più pesanti) di quelli più profondi, si formano delle correnti ascensionali causate dalla risalita dell'acqua più calda (meno densa → meno pesante) in superficie; tali correnti però non interessano la zona al di sotto del termoclino dove l'acqua rimane sempre gelida.
Pertanto i reflui portati al disotto del termoclino non risalgono in superficie, ma stazionano sul fondo dove vengono sedimentati e depurati idoneamente dal mare. Nel mar Mediterraneo il termoclino si trova sui 25-35 metri.
Se per motivi tecnico-economici (es. fondali molto bassi) risulta non conveniente raggiungere il termoclino, si può ritenere idoneo portare i reflui trattati al di sotto della linea neutra, che rappresenta la linea immaginaria che separa lo strato di mare interessato dal modo ondoso da quello non coinvolto.
Infatti non essendo soggetti ai rimescolamenti dovuti al moto ondoso i reflui trattati ritornano in superficie molto lentamente consentendo al mare di effettuare una adeguata depurazione.
La profondità della linea neutra è in genere attestata nel mar Mediterraneo tra i 12 e i 22 metri.

## Normativa di riferimento
- DNV-ST-F101 - Submarine pipelines systems - 2021
- DNV RP F105 - Free spanning pipeline - 2002
- DNV CN 30.5 - Environmetal conditions and environmental loads - 1992
- DNV RP E305 - On botton stability design of submarine pipelines - 1998
- DNV RP F103 - Chatodic Protection of Submarine Pipelines by Galvanic Anodes - 2003
- DNV - "Rules for submarine pipeline system" - Appendix A - "Environmental loads".
- Danish submarine pipeline guidelines.